# Kurzor
Kurzor (karet[zdroj⁠?!]) je ukazatel na počítačovém monitoru. Ukazuje místo, na kterém bude počítač reagovat na vypsání znaku nebo stisk tlačítka počítačové myši, touchpadu apod. Přesněji, kurzor označuje ukazatel počítačové myši (touchpadu, apod.), zatímco karet je ukazatel klávesnice. Většinou se ale oba pojmy chybně slučují do slova kurzor (místo karetu se někdy používá též textový kurzor).

## Karet (při editaci textu)

Blikající karet ve vstupním poli formuláře

Blikající karet na příkazovém řádku textového rozhraní

Podoba karetu může vyjadřovat, jestli je textový editor ve vkládacím nebo přepisovacím režimu. Ve vkládacím režimu je nový znak vložen na pozici karetu. V přepisovacím režimu vložený znak přepíše znak na pozici karetu nebo následující znak (je-li karet mezi znaky).
Grafické uživatelské rozhraní používá v textových editorech typicky svislou čárku mezi znaky, která může trvale svítit nebo blikat (viz první obr. vpravo).
Textové uživatelské rozhraní neumožňovalo zobrazit další znak mezi dvěma sousedními znaky, a proto se používal na příkazovém řádku znak podtržítka (viz druhý obr. vpravo).

### Obousměrný text
Karet ve tvaru svislé čárky může vyjadřovat směr vkládání textu v prostředí, kde je možný tok textu směrem vpravo i směrem vlevo. V takovém případě je svislá čárka doplněna uprostřed malou šipkou v aktuálním směru vkládání textu.

## Kurzor počítačové myši
Kurzor počítačové myši vyjadřuje její pozici a podle toho, nad kterým místem se nachází, se mění akce po kliknutí na tlačítko myši. Aktivní bod (anglicky hotspot) je bod na kurzoru myši, který se použije při kliknutí na tlačítko myši. Aktivní bod je obvykle vrchol šipky, ale může to být obecně jakékoliv místo kurzoru (např. u přesýpacích hodin je to jejich zúžený střed).

Kurzor ve tvaru šipky

Kurzor ve tvaru ruky

Grafické uživatelské rozhraní používá typicky ukazatel myši ve tvaru šipky. Kurzor myši se může v závislosti na akci, která proběhne po kliknutí, měnit:
- na kraji okna programu se mění kurzor na dvojitou šipku (svislou, vodorovnou nebo úhlopříčnou) a po stisknutí tlačítka umožňuje měnit velikost okna
- v případě zaneprázdnění systému se kurzor mění na přesýpací hodiny (většina MS Windows), rotující mezikruží (Windows Vista), náramkové hodinky (prostředí X Window System), točící se balónek (macOS) apod.
- při najetí na hypertextový odkaz se kurzor změní na ručičku, přičemž se v jeho těsné blízkosti může objevit informativní text (v závislosti na webovém prohlížeči atribut ‚title‘, ‚alt‘ nebo nestandardní ‚tooltip‘), který zmizí, jakmile se kurzor posune mimo odkaz; pomocný text se poprvé objevil v programu HyperCard pro macOS
- při zobrazení obrázku nebo dokumentu, který je větší, než zobrazovací plocha, se kurzor změní na ruku s roztaženými prsty; po kliknutí myši se ruka sevře („chytí“) a umožňuje dokument posunout
- v grafických programech se kurzor mění na nástroje používané pro aktuální vybranou činnost (tužka, štětec, guma, kyblík s barvou, …)

Textové uživatelské rozhraní neumožňovalo zobrazit další znak na pozici aktuálního znaku, a proto je kurzor myši zobrazován bílým obdélníkem o velikosti jednoho znaku (černobílé prostředí) nebo změnou pozadí znaku na inverzní (kontrastní) barvu (v barevném prostředí). Zobrazení myši pomocí obdélníku nalezneme na textové konzoli Linuxu, když je spuštěný démon gpm. V systémech DOS bylo nutné spustit speciální rezidentní ovladač, který nebyl součástí systému a obvykle byl dodáván na disketě spolu s počítačovou myší.